# Aksak Maboul
Aksak Maboul (изначально название писалось как Aqsak Maboul) — бельгийская авангардная рок-группа основанная в 1977 году Марком Холландером и Винсентом Кенисом. Группа выпустила два студийных альбома, Onze Danses Pour Combattre la Migraine (1977) и Un Peu de L'Ame des Bandits (1979), в записи последнего участвовали двое музыкантов из Henry Cow — Крис Катлер и Фред Фрит. Группа принимала активное участие в движении Rock in Opposition.

## Дискография и составы участников
- 1977 Onze Danses Pour Combattre la Migraine (LP, переиздано на CD, Crammed Discs, Бельгия)
  - состав:
    - Марк Холландер — клавишные, драм-машина, саксофон, флейта, кларнет, ксилофон
    - Винсент Кенис — аккордеон, гитара, бас-гитара
    - Фрэнк Уайтс — клавишные
    - Крис Жорис — клавишные, сопрано саксофон
    - Катрин Жоньё — вокал
    - Денис ван Хеке — виолончель
    - Мишель Беркманс — фагот
    - Паоло Родини — гитара
    - Жанно Гиллис — скрипка
    - Люси Грауман — вокал
    - Илона Шале — вокал
    - Джеф Ли — саксофон
    - Ли Шлосс — сопрано саксофон
- 1979 Un Peu de L’Ame des Bandits (LP, переиздано на CD, Crammed Discs, Бельгия)
  - состав:
    - Марк Холландер — клавишные
    - Фрэнк Уайтс — фортепьяно
    - Катрин Жоньё — вокал
    - Денис ван Хеке — виолончель, гитара
    - Мишель Беркманс — фагот, гобой
    - Крис Катлер — барабаны, перкуссия
    - Фред Фрит — гитара, скрипка, альт, бас-гитара

## Название
Изначально группа называлась Aqsak Maboul. Новое написание появилось с переизданием альбомов на CD.